# Hipparchia statilinus

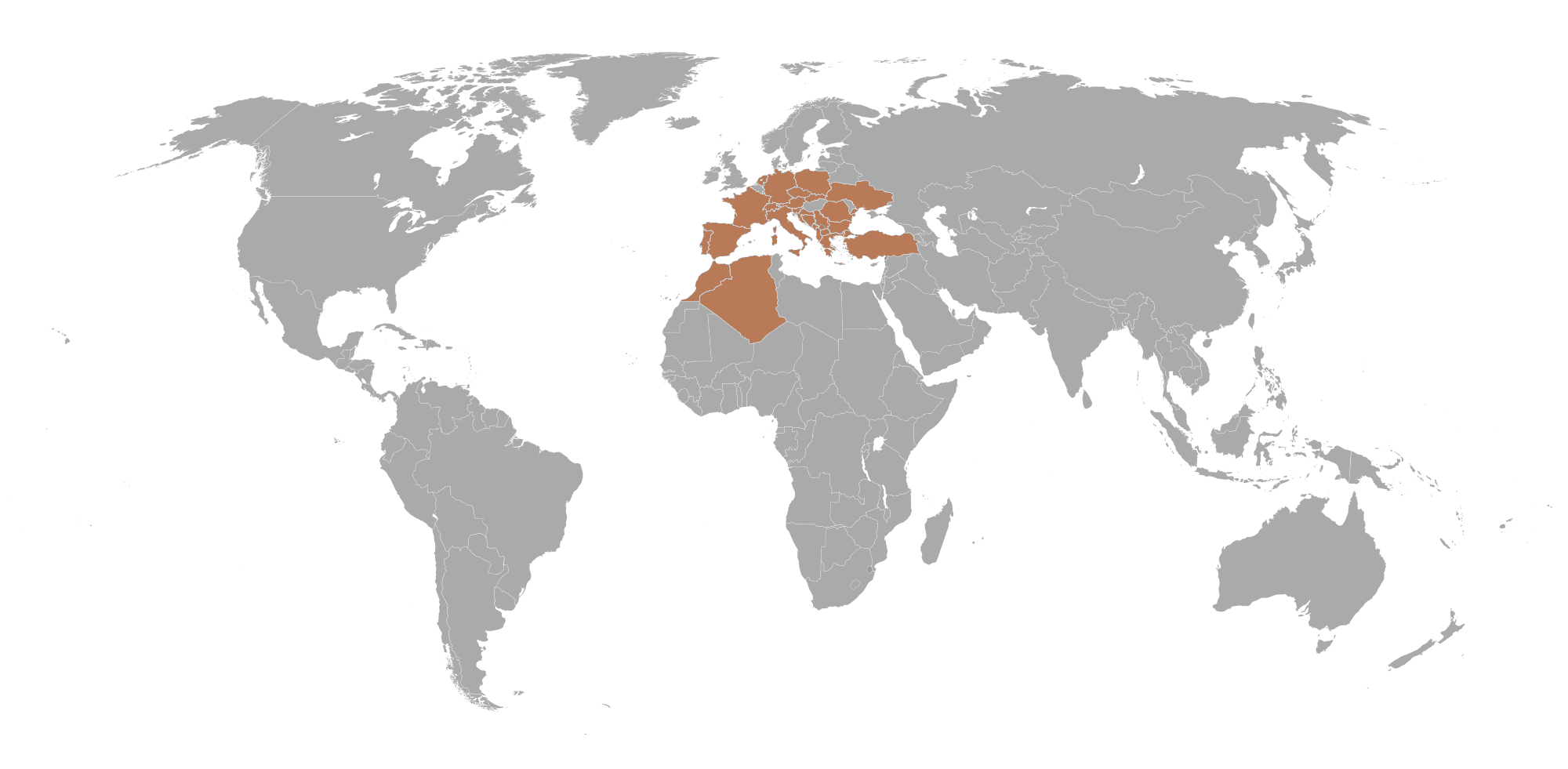

A borboleta-preta-comum (Hipparchia statilinus) é uma espécie de insetos lepidópteros, mais especificamente de borboletas pertencente à família Nymphalidae.
A autoridade científica da espécie é Hufnagel, tendo sido descrita no ano de 1766.
Trata-se de uma espécie presente no território português.

## Descrição

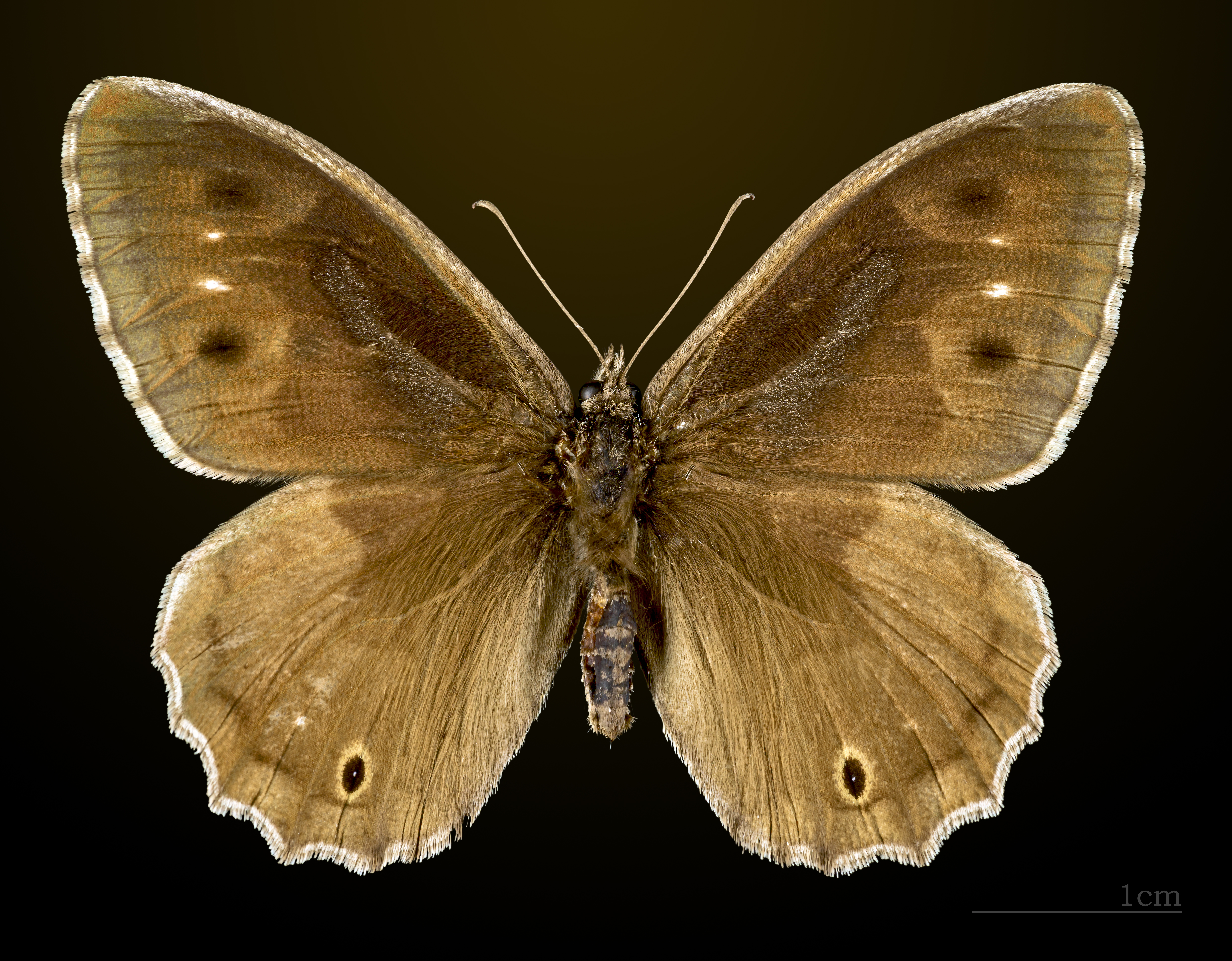
♂
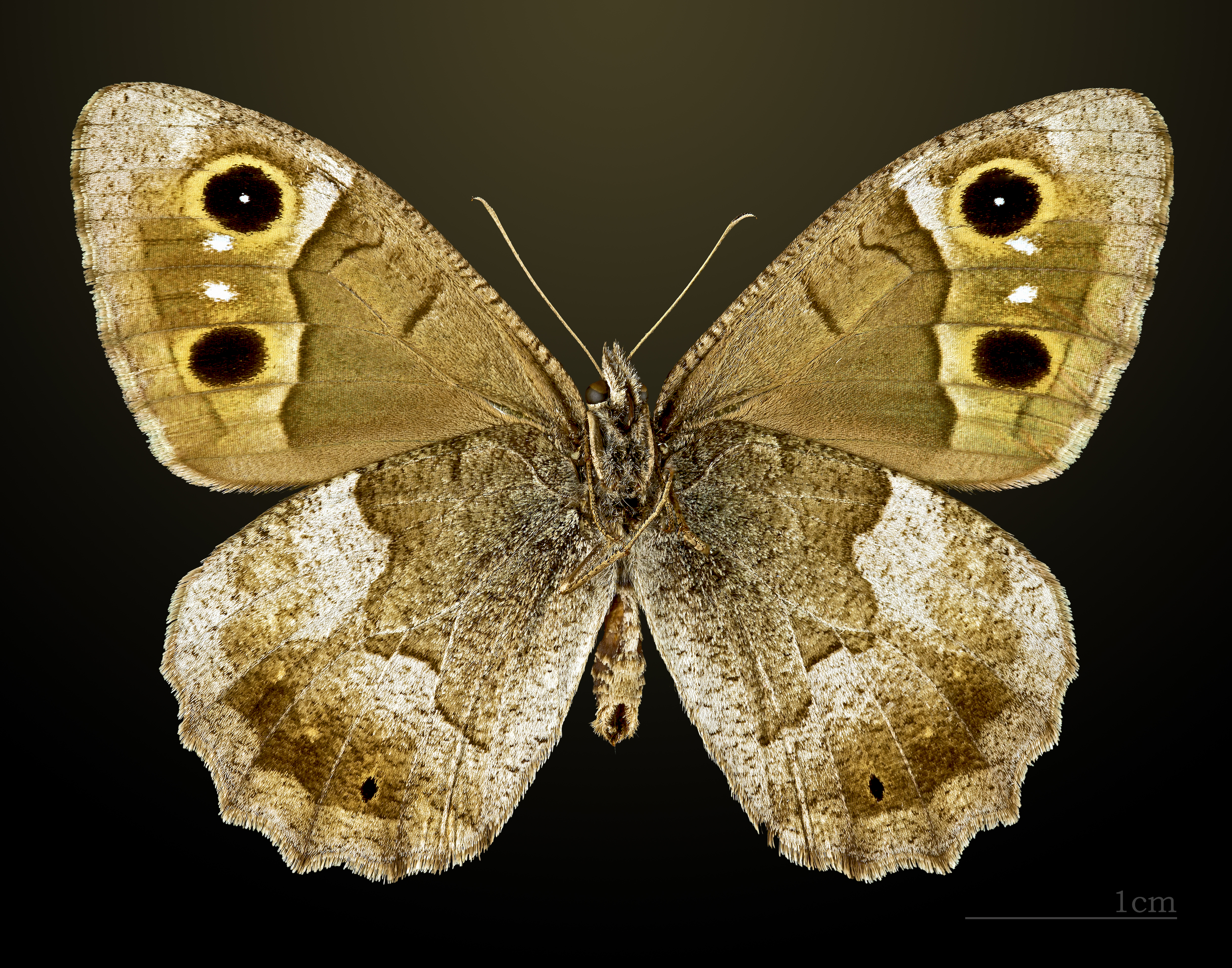
♂ △
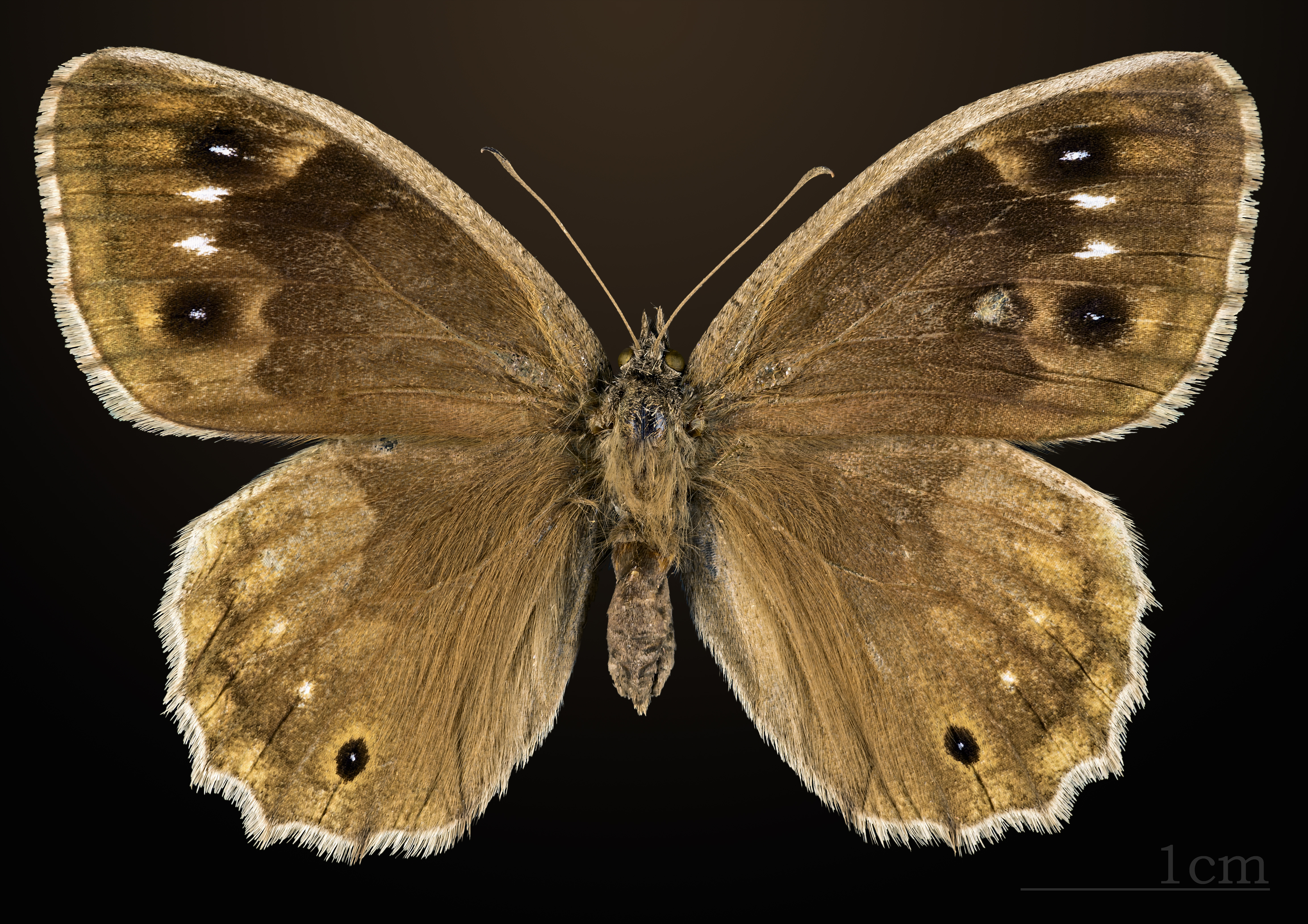
♀
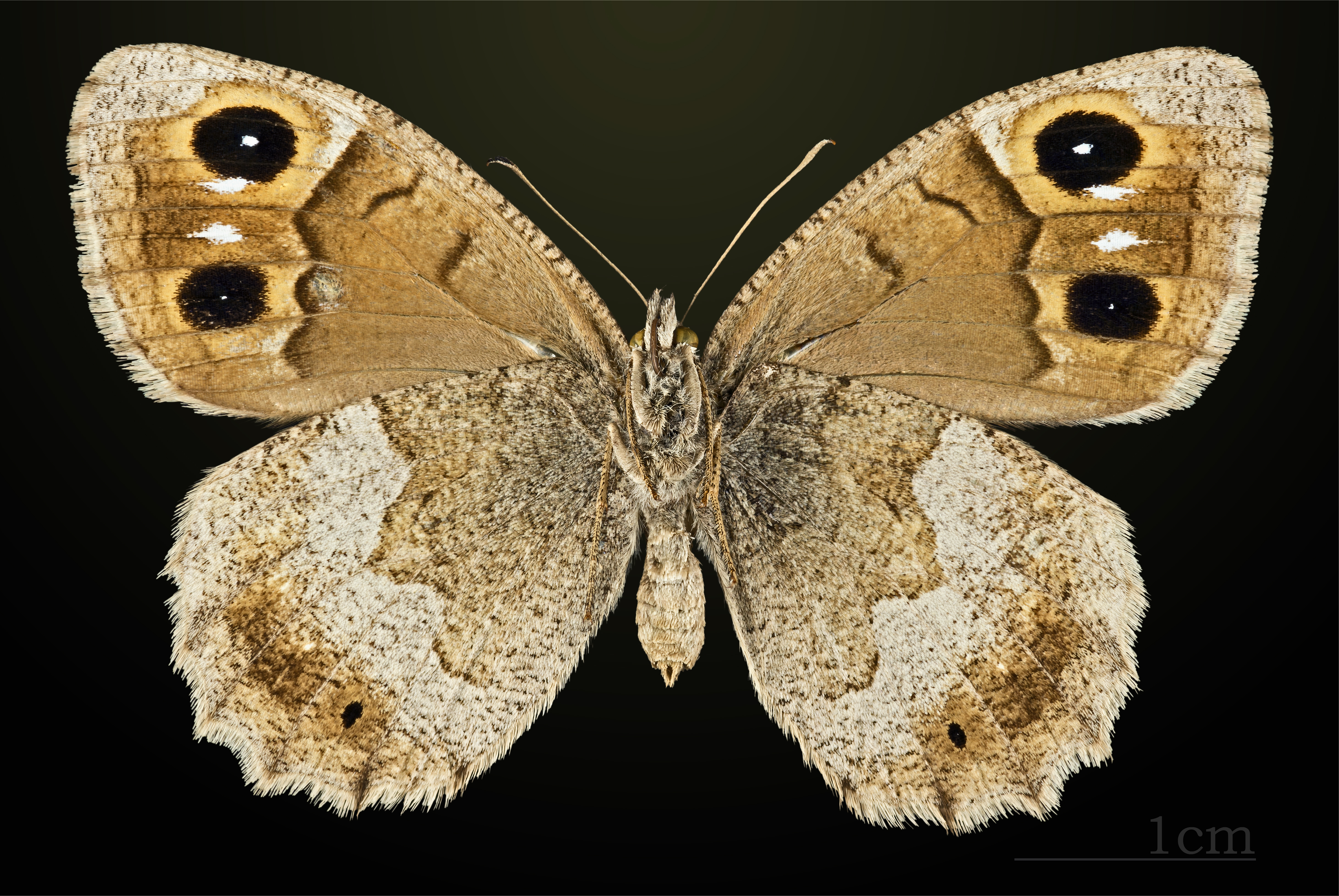
♀ △